# Elterngeld und Elternzeit in Schweden
Die schwedischen Elternzeit- und Elterngeldregelungen bestehen bereits seit 1974 und wurden über die Jahre stetig verändert. Schweden nimmt damit in der Familienpolitik, besonders der Vereinbarkeit von Familie und Beruf und der Gleichstellung der Geschlechter, eine Vorbildfunktion ein. Der Anteil der Väter, die Elternzeit nehmen, ist mit rund 42 Prozent innerhalb der EU überdurchschnittlich.

## Aktuelle Regelung
Das Elterngeld wird über die Elternschaftsversicherung finanziert, die Teil des Sozialversicherungssystems ist (MISSOC 2007). Für jedes Kind erhalten beide Eltern zusammen 480 Tage Elterngeld (Stand: Juni 2022). Bis zum ersten Geburtstag des Kindes können beide Eltern gleichzeitig für einen Zeitraum von maximal 30 Tagen in bezahlten Elternurlaub gehen. Die Mutter kann bereits 60 Tage vor dem erwarteten Geburtstermin mit dem Bezug von Elterngeld beginnen. In zeitlicher Nähe zur Geburt kann auch der andere Elternteil für einen Zeitraum von 10 Tagen zeitweiligen Urlaub bei Geburt eines Kindes oder Adoption erhalten.
Von den 480 Tagen sind jeweils 90 Tage jedem Elternteil einzeln vorbehalten, die restlichen 300 Tage sind frei untereinander aufteilbar. Bei Zwillingen verlängert sich die Dauer um weitere 180 Tage. Für 390 Tage werden 80 % des bisherigen Bruttolohns als Lohnersatzleistung gezahlt. Dabei galt 2021 ein Minimalbetrag von 250 SEK und ein Höchstsatz von 1012 SEK am Tag, vor Steuern. Für die übrigen 90 Tage wird, unabhängig vom Einkommen, eine Pauschale von 180 SEK am Tag gewährt. Das schwedische Elterngeld wird wie reguläres Einkommen versteuert, wodurch je nach kommunalen Steuersatz zwischen 29 und 35 Prozent abzurechnen ist.
Die Höhe der Geldleistung ist zum einen an das Einkommen vor der Geburt des Kindes gekoppelt, zum anderen auch an die Dauer des in Anspruch genommenen Elternurlaubs. Mithilfe des Föräldrakollen (dem Rechner für Eltern) auf der Website der schwedischen Sozialversicherungsagentur kann man die Höhe des Elterngeldes ausrechnen.
Bis zum achten Lebensjahr des Kindes besteht in Schweden ein Anspruch auf Teilzeiterwerbstätigkeit.